# Ludowy Artysta Ukrainy
Ludowy Artysta Ukrainy (ukr. Народний артист України) – tytuł honorowy nadawany wybitnym twórcom sztuki teatralnej (scenicznej), kinowej i muzycznej Ukrainy.
Został ustanowiony decyzją Centralnego Komitetu Wykonawczego 13 stycznia 1934 roku jako Ludowy Artysta USRR. Obecne jest regulowane przez Ustawę Ukrainy „O nagrodach państwowych Ukrainy”.